# حادث إطلاق النار في إل باسو 2019
حادث إطلاق النار في إل باسو 2019 هيَ عمليّة إطلاق نار جماعي حصلت صبيحة الثالث من آب/أغسطس 2019 في متجر وول مارت بمدينة إل باسو في تكساس بالولايات المتحدة. وقعّ الهجوم في حوالي الساعة 10 صباحًا بالتوقيت المحلي (18:00 بالتوقيت العالمي) وأسفرَ عن مقتل 20 شخصًا وإصابة 26 آخرين على الأقل. حسبَ البيانات والمُعطيات الأوليّة؛ فإنّ منفذ الهجوم هو شاب مُسلَّح منفرد تمكّنت الشرطة من إلقاء القبضِ عليهِ بعد وقت قصير من الهجوم وحققت لمعرفة تفاصيل الجريمة والتأكّد فيما إذا كانت جريمة كراهية أو عمل إرهابي.
يعتقد «بثقة معقولة» من قبل الشرطة أن بيانا قوميا أبيضا قد كتبه المتهم ونشره قبل إطلاق النار على موقع 8شان تحت عنوان «الحقيقة المزعجة». يعبر البيان عن دعم وتلقي الإلهام من إطلاق النار في مسجد كرايستشيرش، ويشير إلى نظرية مؤامرة الإبادة الجماعية البيضاء كحافز وراء المذبحة، ويحث على التطهير العرقي للهسبان من تكساس، ويجادل ضد «الاختلاط العرقي». وكان المشتبه به، باتريك كروسيوس البالغ من العمر 21 عاما، متابعا لليمين البديل ومؤيدا لدونالد ترامب على وسائل التواصل الاجتماعية. اثنان من ضباط إنفاذ القانون ذكرا لـ ABC News إنه بعد اعتقال كروزيوس، أخبر المحققين أنه «أراد إطلاق النار على أكبر عدد ممكن من المكسيكيين».

## الحادث
وقعَ الحادث في مركز وول مارت سوبر بالقرب من مركز سيلو فيستا التجاري - وهو أكبر مركز تجاري في المنطقة - في جيتواي بوليفارد بإل باسو. حسبَ بيان الشرطة؛ فإنّ «المُهاجمَ» اقتحمَ مركز التسوّق حاملًا معه بندقية هجومية وفتحَ النار قبل الساعة 10:40 صباحًا بالتوقيت المحلي. كان يتواجد في المتجر ذلك الوقت حوالي 3000 متسوق و 300 موظف؛ وفي حوارٍ مع أحدِ القنوات المحليّة قالَ موظفٌ في المتجر أن المسلح اقتحم المتجر عَبْرَ قسم السيارات.
بعد الاتصال بالشرطة؛ استجابت هذه الأخيرة في مدة زمنية قُدّرت بالست دقائق حيثُ وصلت لمكان الهجوم وطوّقت المكان بالكامل كما شاركَ في عمليّة القبض على مُطلق النّار ضباط شرطة خارج الخدمة.

## الضحايا
أسفرَ إطلاق النار عن مقتل 20 شخصًا وإصابة 26 آخرين بجروح. نقلت 13 ضحية إلى المركز الطبي الجامعي في إل باسو فيما نُقلت أحد عشر ضحية أخرى – تتراوح أعمارهم بينَ 35 حتّى 82 سنة – إلى مركز ديل سول الطبي بينما نُقل طفلين يبلغان من العمر 2 و9 سنوات إلى مستشفى إل باسو للأطفال وهناك استقرت حالتهما. قُتل خلال الهجوم أيضًا ثلاثة مواطنين مكسيكيين فيما أصيب ستة آخرون.

## المشتبه به
حددت وسائل إخبارية متعددة – نقلاً عن الشرطة الفيدرالية وشرطة الولاية – المشتبه به باعتبارهِ شابٌ يبلغُ من العمر 21 عامًا ويُدعى باتريك كروسيوس من ألين في تكساس وهو مُحتجزٌ لدى الشرطة البلدية.

### المانيفستو
بعد الهجوم؛ تناقلَ المستخدمون على مختلف وسائل التواصل الاجتماعي بيانًا قيل إنّ مطلق النار نشرهُ على موقع 8شان وفيهِ ذكرَ أنّ هجوم كرايستشيرش قد ألهمهُ في عمليّته هذه؛ فيما أكّدت الشرطة فتحها لتحقيقٍ آخر حول هذا البيان. وصفت صحيفة نيويورك تايمز البيان بأنه عنصري كما وصفت كاتبهُ بالمتطرّف ثمّ أشارت إلى عدّة فقرات: «سوف يتولى الإسبان الحكم المحلي و[سيُسطرون على] حكومة ولاية تكساس المُحبّّبة مما يغير سياستها ليناسب احتياجاتهم بشكل أفضل ... سوف يجعلُ السكان من أصل إسباني تكساس معقلًا للديمقراطيين.» وكانَ بعض السياسيين وقائد شرطة إل باسو قد تحدثوا لبعض وسائل الإعلام عن هذا البيان كما تمّت الإشارت له في المؤتمرات الصحفية التي عُقدت في وقتٍ مبكر. على الرغم من أن الشرطة لم تؤكد بعد صحّة البيان من عدمه إلا أنّ نوع السلاح المذكور في المانيفستو هو نفس النوع المُستخدم في الهجوم كما وردَ اسم المشتبه به في ذاك البيان.

## ما بعد الهجوم
اطّلعَ الرئيس دونالد ترامب على الوضع عن كثب ووعد بأن إدارته ستوفر «الدعم الكامل» للضحايا كما دعا الشعب الأمريكي للصلاة من أجل الجرحى والمكلومين. على صعيدٍ آخر؛ اضطرت ممثلة إل باسو فيرونيكا إسكوبار إلى إنهاء اجتماع مجلس المدينة في وقتٍ مبكر بسبب الحادث، وحثت زملائها السياسيين على «التجمع وإلى الأبد من أجلِ التصدي لوباء العنف الذي يصيب أمتنا.» أمّا السناتور عن ولاية تكساس تيد كروز فقد أصدرَ بيانًا مكتوبًا قالَ فيه: «إننا نقفُ مع الجميع في إل باسو التي ضربها هذا الشر الذي لا يُوصف.» من جهتهِ أدانَ حاكم ولاية تكساس جريج أبوت إطلاق النار واصفًا إيّاه بأنه «عمل عنيف وبشع لا معنى له.»
دعا العديد من المرشحين للانتخابات الرئاسية لعام 2020 إلى اتخاذ إجراءات للقضاء على «العنف المسلح»، في حين خفّض بيتو أوروك من جولته في الحملة الانتخابية وعاد إلى مسقط رأسه في إل باسو التي كان قد مثلها سابقًا في الكونغرس. دعا أوروك إلى حصر الأسلحة في «ساحة المعركة» بدلاً من ظهورها "في المراكز التجارية أو في المدارس أو في الكنائس أو في المعابد اليهودية، فيما أعربَ بيرني ساندرز عن أسفه إزاء عدم قيام مجلس الشيوخ بأي شيء كرد فعل على إطلاق النار الجماعي.
أصدرت حكومة ولاية شيواوا المكسيكيّة بيانًا قالت فيهِ إن سكان شيواوا والمواطنين المكسيكيين المتضررين من الهجوم ستتم مساعدتهم من قبل اللجنة التنفيذية المكسيكية للضحايا كما فعّلت حكومة الولاية خطًا ساخنًا للمواطنين المكسيكيين للاتصال به في حالة كانو بحاجة للمساعدة. ذكرت قنصلية المكسيك في إل باسو أنها ستقدم المساعدة للمكسيكيين كما فعّلوا خط هاتف مباشر آخر. بالإضافة إلى ذلك؛ أرسلت المكسيك أفرادًا لزيارة الضحايا المكسيكيين الذين عُولجوا في المستشفيات وَأكّدت أمانة الشؤون الخارجية أن القنصل موريسيو إيبارا بونس دي ليون سينسق مع المسؤولين في إل باسو وسيوداد خواريز.
أصدرت شركة وال مارت بيانًا عبر حسابها الرسمي في موقع تويتر حدّدت فيه موقع إطلاق النار وذكرت أن الشركة في حالة صدمة من هذا الحدث المأساوي. في المُقابل؛ قدّمت وزارة النقل في تكساس معلومات حول كيفية التبرع بالدم للضحايا، كما أقامت الشرطة مركزًا للمّ الشمل في مدرسة ماك آرثر الابتدائية.
أحيا هذا الهجوم النقاش المُتجدّد حول حقوق حمل السلاح داخل الولايات المتحدة حيثُ دعا بعض المشاهير والشخصيات السياسية إلى إعادة النظر في مسألة تراخيص السلاح كونها – بالنسبة لهم – المسؤولة عن عددٍ من عمليات إطلاق النار الجماعية داخل الولايات المتحدة. تجمّع عدد من المتطوعين من عددٍ من المنظمات أمام البيت الأبيض للاحتجاج على السياسات بخصوص الأسلحة كما أقاموا لحظة الصمت لأرواح الضحايا.